# Ignacy Krasicki
Ignacy Błażej Franciszek Krasicki, né le 3 février 1735 à Dubiecko (Ruthénie) et mort le 14 mars 1801 à Berlin, fut prince-évêque de Varmie de 1766 à 1795 puis archevêque de Gniezno et primat de Pologne jusqu'à sa mort. Il est également un poète, fabuliste, écrivain, dramaturge, journaliste, encyclopédiste et traducteur, considéré comme « le prince des poètes » des Lumières polonaises.

## Biographie
Un membre de la noble famille Krasicki, Ignacy hérite du titre de magnat de la république des Deux Nations, ainsi que de comte du Saint-Empire. Son éducation en tant qu'ecclésiastique catholique commença en 1743 au collège des Jésuites à Lwów, suivi par la fréquentation du séminaire des Lazaristes à Varsovie de 1751 à 1754. Après son ordination en 1759, il a continué ses études à Rome jusqu'en 1761.
En 1765, le roi polonais Stanislas II Auguste l'a nommé chapelain de la cour ; l'année suivante il est devenu coadjuteur de l'évêché de Varmie. Après la mort du prince-évêque Adam Stanisław Grabowski le 15 décembre 1766, il a été élu pour lui succéder. Il a reçu l'ordination épiscopale le 28 décembre à l'église des Théatins à Varsovie.
Au cours du premier partage de la Pologne en 1772, la Varmie fut incorporée au royaume de Prusse. Peu après a eu lieu la rencontre avec le roi Frédéric II qui lui conférait la consécration de la cathédrale Sainte-Edwige de Berlin. Le souverain appréciait les travaux littéraires de l'évêque et l'a invité plusieurs fois à ses réunions dans le château de Potsdam. En même temps, Krasicki était très ami avec le roi polonais Stanislas II qui lui  décernait l'ordre de l'Aigle blanc en 1774.
En 1786, Frédéric II l'a nommé membre de l'Académie royale des sciences de Prusse à Berlin. Les bonnes relations avec les rois de Prusse se sont poursuivies sous Frédéric-Guillaume II qui a soutenu son élection à la tête de l'archidiocèse de Gniezno et sous Frédéric-Guillaume III qui lui conféra l’ordre de l’Aigle rouge en 1798.
Le 22 décembre 1795, Krasicki est nommé archevêque de Gniezno et primat de Pologne. Il décéda à Berlin le 14 mars 1801. La cathédrale Sainte-Edwige conserve sa dépouille mortelle, avant qu'elles soient déplacées dans la cathédrale de Gniezno en 1829.

## Œuvre
La création originale de Krasicki se place principalement dans les années 1775-1780 et se rattache aux courants d'idées et au programme littéraire des écrivains groupés autour du roi Stanisław August.
Il est célèbre pour ces Fables et paraboles (Bajki i przypowieści) ce que lui vaut le surnom de La Fontaine polonais. Ce petit volume paru en 1779 et augmenté par la suite de fables nouvelles, fait de Krasicki le plus grand fabuliste polonais.
Il est également l'auteur du premier roman polonais, les Aventures de Nicolas Doświadczyński où l’on sent l’influence de Voltaire, mais aussi celle de Jonathan Swift, d’Oliver Goldsmith et d'Henry Fielding. Le roman raconte la mauvaise éducation sentimentale de Nicolas, enfiévré par les romans baroques français que lui fait lire son précepteur au nom de berger de pastorale, Monsieur Damon. Le héros de Krasicki se débat contre son éducation baroque et les superstitions qui accompagnent la naïve dévotion de sa mère, c’est parce que les Lumières polonaises et leurs innovations littéraires venues de l’Ouest ont dû s’affirmer face à la puissance du baroque sarmate. Cette piété baroque s’exprime à travers une abondante floraison de littérature pieuse : les romans allégoriques que Nicolas lit avant l’arrivée de Monsieur Damon, mais aussi une poésie dévotionnelle remplie de danses macabres et de discours sur la vanité du monde.
Krasicki est également l’auteur La Monachomachie (Monachomachia czyli Wojna Mnichów, 1778), qui fait scandale à sa parution. C'est un poème héroï-comique, une vive satire des ordres mendiants en Pologne et de leur piètre niveau intellectuel et moral. Krasicki s'y révèle un virtuose de la parodie et de l'ironie. Inspirée de Nicolas Boileau (Le Lutrin) et de Jean-Baptiste Gresset (Vert-Vert), l'œuvre n'en est pas moins originale et donne des couvents polonais un tableau impitoyable, nourri par une observation pénétrante des mœurs et exécuté avec un art remarquable. Une telle attaque, venue d'un prélat, souleva des protestations et des critiques indignées. Krasicki y répondit par l'AntyMonachomachia (1780) où l'ironie de la rétractation aiguise encore les pointes de la condamnation satirique.
On lui doit notamment la fameuse maxime Mieux vaut se disputer à l'air libre que d'être d'accord derrière des barreaux (de la fable Le Chardonneret et le merle). Il a également traduit du français et du grec.

## Traductions françaises
- Aventures de Nicolas Doswiaczynski, trad. du polonais en français par J.-B. Lavoisier, précédées de l'éloge de l'auteur par le comte Stanislas Potocki, Paris, H. Nicolle, 1818
- Les Coups du sort, comédie en 5 actes et en prose, Paris, [S.n.], 1823
- Fables polonaises de Krasicki, trad. par J.-B.-M. de Vienne, Paris, F. Didot, 1828
- Histoire, ouvrage d'Ignace Krasicki, trad. du polonais en français par J.-B. Lavoisier, Paris, H. Nicolle, 1817